# Karl Ferdinand Friedrich von Nagler

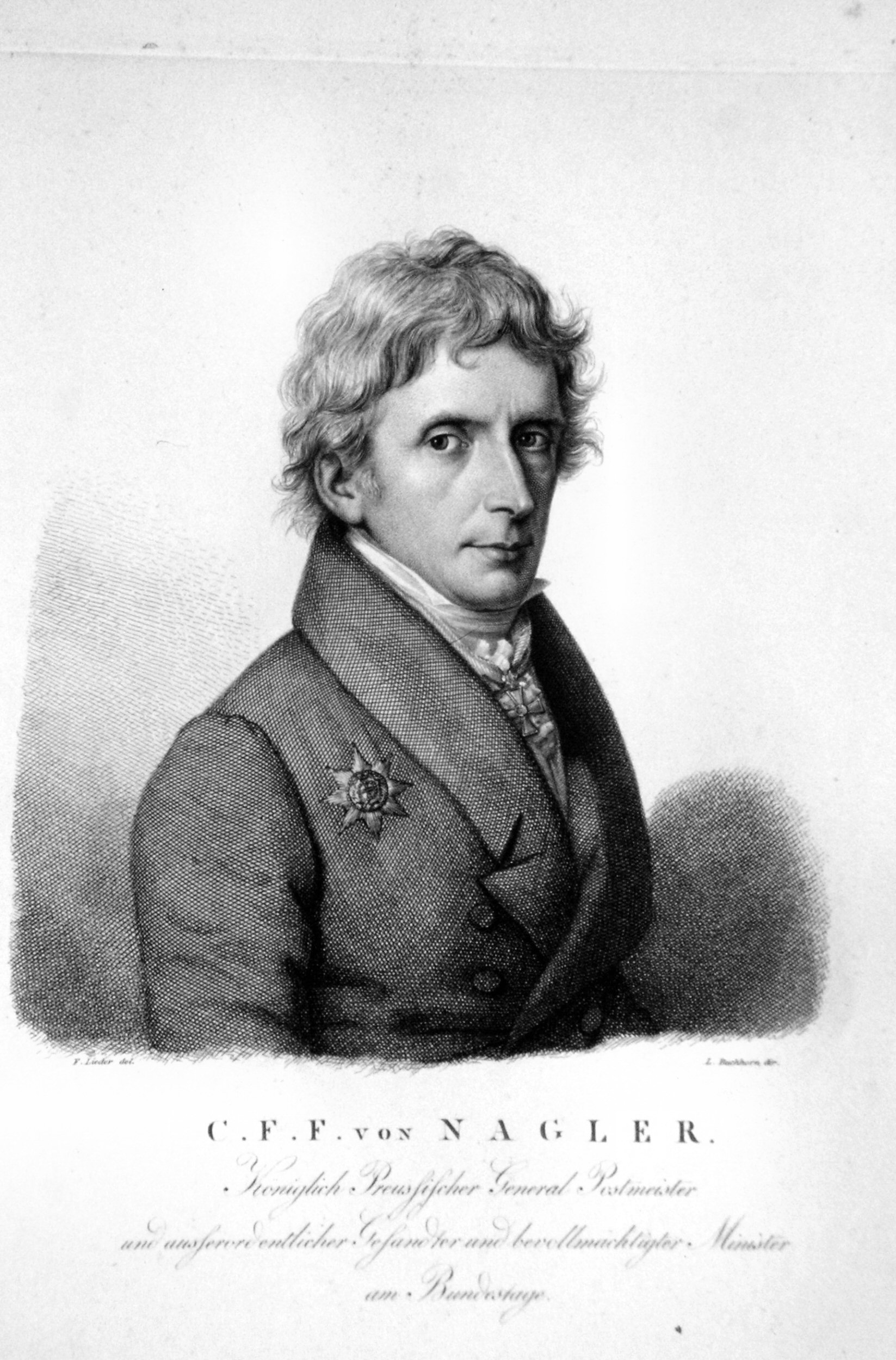
Karl Ferdinand Friedrich von Nagler, Kupferstich von Buchhorn nach F. Lieder

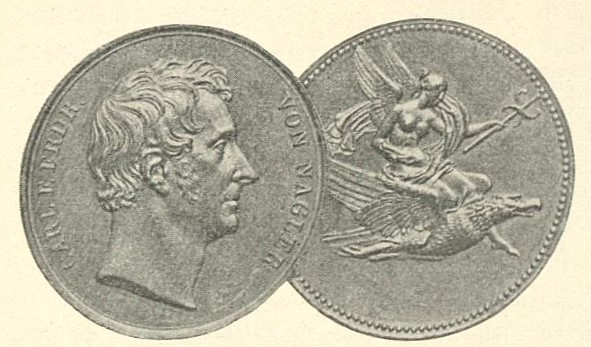
Medaille

Karl Ferdinand Friedrich von Nagler (* 22. Januar 1770 in Ansbach, Königreich Preußen; † 13. Juni 1846 in Berlin) war preußischer General-Postmeister.

## Herkunft
Seine Eltern waren der Ansbacher Hof-, Regierungs- und Justizrat Simon Friedrich Nagler (1728–1793) und dessen Ehefrau Charlotta Juliana Catharina Cramer (1736–1815), Tochter des Geheimrats und Direktor des Burggerichts Sigmund Carl Cramer.

## Leben
Karl von Nagler studierte Rechts- und Staatswissenschaften in Erlangen und Göttingen sowie in Berlin. Nach bestandenem Examen trat er zuerst in Ansbach in den Staatsdienst ein und war mit der Neuorganisation der preußischen Provinzen in Franken beschäftigt. 1795 wurde Nagler zum Kriegs- und Domänenrat befördert und kam nach Berlin, wo er 1804 Geheimer Legationsrat wurde. Ab 1821 führte er als Präsident der Generalpostverwaltung neue Grundsätze für die Postverwaltung ein, die später von seinem Nachfolger Gottlieb Heinrich Schmückert weitergeführt und vervollkommnet wurden. Karl von Nagler gilt als der Begründer des modernen Postwesens.
Von 1823 bis 1836 war Karl von Nagler General-Postmeister und ab 1823 auch Mitglied des Staatsrats. Ab 1824 wurde Nagler Gesandter am Bundestag in Frankfurt am Main. 1836 ernannte ihn Friedrich Wilhelm III. zum Geheimen Staatsminister. Im Auftrag der Regierung nutzte Nagler den Postverkehr im Zusammenhang mit der Demagogenverfolgung zur polizeistaatlichen Überwachung.
Gleichwohl verkehrte Nagler in Berlin mit liberalen Schriftstellern und Intellektuellen wie Adelbert von Chamisso, Karl Streckfuß, Karl August Varnhagen von Ense und Heinrich Clauren, besuchte den Salon der Rahel Varnhagen von Ense und die Berliner Mittwochsgesellschaft. 1823 wurde er geadelt. Von 1831 bis 1846 war er Ehrenmitglied der Preußischen Akademie der Künste, Berlin, Sektion für die Bildenden Künste.
Im 76. Lebensjahr verstarb Nagler am Schlagfluss. Er wurde auf dem ehemaligen Domfriedhof in Berlin bestattet.

## Sammler und Studien
Ab 1810, nach Querelen mit seinen Vorgesetzten, befasste sich Nagler die nächsten elf Jahre vermehrt mit Kunststudien und baute sowohl eine bedeutende Sammlung von Gemälden, Kupferstichen und Handzeichnungen als auch eine Bibliothek mit einer Vielzahl alter Drucke und Handschriften auf.  Zahlreiche heute unschätzbar wertvolle Objekte wurden zu sehr günstigen Preisen angeboten und Nagler konnte eine wertvolle Sammlung aufbauen die 1835 komplett (ausser den Gemälden) vom Kupferstichkabinett Berlin erworben wurde. Bekanntes Objekt daraus ist etwa das Reichenauer Evangeliar. Seit 1826 gehörte er der Zentraldirektion der Gesellschaft für ältere deutsche Geschichtskunde an, die die Monumenta Germaniae Historica herausgab.

## Familie
Er heiratete 1802 Ernestine Marianne Philippine vom Stein zum Altenstein (1778–1803) und nach ihrem Tod deren jüngste Schwester, aber auch sie starb bald. Der preußische Staatsminister Karl vom Stein zum Altenstein (1770–1840) war sein Schwager. In dritter Ehe heiratete er am 5. September 1813 in Berlin Emilie Herft (1790–1845). Mit ihr hatte er einen Sohn, Carl Friedrich Julius von Nagler. Er wurde von Friedrich Adolf Trendelenburg unterrichtet. 1838 war er Regierungs-Referendarius; später fand er Anstellung als Sekretär bei der preußischen Gesandtschaft in München, wo er als Geschäftsträger und bevollmächtigter Minister amtierte. Im November 1844 erhielt er von Friedrich Wilhelm IV. die Kammerherrnwürde. Im Oktober 1845 wurde er mit dem Roten Adlerorden Vierter Klasse dekoriert; am 8. März 1847 zum königlich-preußischen Legationsrat ernannt. Am 7. September 1851 heiratete Karl Julius von Nagler in Berlin die Rheinländerin Caroline Charlotte Kalle, Tochter des Johann Alexander Benjamin Kalle.

## Ehrungen
- 1822 erhielt Karl Ferdinand von Nagler den kaiserlich-russischen St. Annen-Orden erster Klasse.[12]
- 1824 wurde Nagler das Kommandeurkreuz des schwedischen Nordstern-Ordens verliehen.[13]
- 1828 wurde Nagler mit dem königlich-preußischen Roten Adlerorden (Erster Klasse, mit Eichenlaub) dekoriert.[14]
- Nach Nagler wurde das Königliche Post-Dampfschiff benannt.[15]

## Schriften
- Ernst Kelchner und Karl Mendelssohn-Bartholdy (Hg.): Briefe des Königl. Preuß. Staatsministers, General-Postmeisters und ehemaligen Bundestags-Gesandten Karl Ferdinand Friedrich von Nagler an einen Staatsbeamten, als ein Beitrag zur Geschichte des neunzehnten Jahrhunderts. Brockhaus, Leipzig 1869